# Notocomplana gardineri
Notocomplana gardineri is een platworm (Platyhelminthes). De worm is tweeslachtig. De soort leeft in het zoute water.
Het geslacht Notocomplana, waarin de platworm wordt geplaatst, wordt tot de familie Notoplanidae gerekend. De wetenschappelijke naam van de soort werd voor het eerst geldig gepubliceerd in 1904 door Laidlaw.